# Une poule sur un mur (chanson)
Pour les articles homonymes, voir Une poule sur un mur.
Une poule sur un mur est une chanson française, et plus précisément une comptine enfantine.

## Paroles
Une poule sur un mur

Qui picotait du pain dur,

Picoti picota,

Lève la queue et puis s'en va !